# Heteropia
Heteropia is een geslacht van sponsdieren uit de klasse van de Calcarea (kalksponzen).

## Soorten
- Heteropia glomerosa (Bowerbank, 1873)
- Heteropia medioarticulata Hozawa, 1918
- Heteropia minor Burton, 1930
- Heteropia ramosa (Carter, 1886)
- Heteropia rodgeri Lambe, 1900
- Heteropia striata Hozawa, 1916